# 木山俊平
木山 俊平(きやま しゅんぺい、1934年(昭和9年) - )は日本の実業家。三菱鉛筆東京販売株式会社元社長、名誉会長。三菱鉛筆株式会社取締役、相談役。ユニ産業株式会社・ユニ物流株式会社顧問。

## 略歴
昭和9年中国青島生まれ。昭和34年法政大学法学部卒業。同年三菱鉛筆入社。営業部販売課を振り出しに、大阪支店次長、本社販売課長、鉛筆製造課長、山形工場長(昭和49年)などを経て、三菱鉛筆東京販売(株)社長(昭和50年)。平成11年同社名誉会長。他に三菱鉛筆株式会社取締役、相談役、ユニ産業株式会社・ユニ物流株式会社顧問、法政大学理事、狛江市外部評価委員会副委員長。